# Полярное сияние (компания)
«Полярное сияние» — российская компания. Последние годы добыча нефти компанией падает и составляет немногим более 0,5 млн т. нефти в год (2011 год). Компания занимает 357 место в рейтинге «Эксперт-400» (2008 год).

## История
Компания «Полярное сияние» была создана в январе 1992 года. Соучредителями компании выступили Conoco (50 %) и государственное предприятие Архангельскгеология (50 %). После ряда изменений и реорганизаций в составе родительских компаний в настоящее время участниками компании «Полярное сияние» являются ConocoPhillips (50 %) и ОАО "НК «Роснефть» (50 %). Первоначальные инвестиции в компанию составили свыше $400 млн.
В том же 1992 году начались работы по освоению Ардалинской группы месторождений. Первая нефть была добыта компанией в августе 1994 года.
Пика добычи компания достигла в 1999 году (около 1,9 млн т нефти в год).
В 2015 году учредителем компании стала кипрская организация «Трисоннери Эссетс лимитед».

## Компания сегодня
Сегодня компания ведёт разработку 6 месторождений Ардалинской группы (Ардалинское, Восточно-Колвинское, Ошкотынское, Дюсушевское, Центрально-Хорейверское, Западно-Сихорейское). В 2008 году «Компания Полярное Сияние» добыла 1,063 млн т нефти. Добыча природного газа в 2007 году составила 17 млн м³ газа.
Выручка компании по итогам 2007 года составила 10597,3 млн рублей, чистая прибыль — 2081,7 млн руб.
Компания имеет представительства в Нарьян-Маре, Усинске и Москве.
23 декабря 2015 г. OilCapital.ru. Структуры бизнесмена Алексея Хотина купили компанию «Полярное сияние», приобретя по 50 % и у ConocoPhillips, и «Роснефти», сообщает газета «Коммерсант», ссылаясь на данные своих источников. По оценкам экспертов, сумма двух сделок могла составить около $150 млн. Таким образом у Conoco, проработавшей в России два десятилетия, больше не осталось активов в стране. Свою долю в «Полярном сиянии» продала и «Роснефть». Источник The Financial Times говорил, что «Полярное сияние» оценивается в $150-200 млн.

## Собственники и руководство
Компанией владеет Кипрская организация ТРИСОННЕРИ ЭССЕТС ЛИМИТЕД.
Генеральный директор — Лиджиев Анатолий Владимирович.